# Peter Dietrich Grothe
Peter Dietrich Grothe (Herscheid, 23 juni 1806 - Delft, 10 februari 1887) was een Duits-Nederlandse ingenieur en de eerste hoogleraar mechanische technologie aan de Polytechnische School te Delft. Zijn naam wordt in publicaties veelal geschreven als D. Grothe.
Na de Maartrevolutie in 1850 was Grothe naar Nederland gekomen, en had eerst in Utrecht een particuliere technische school geleid. Hij publiceerde ook enkele leerboeken over mechanische technologie voor het middelbaar onderwijs, en later voor de Polytechnische school te Delft.

## Levensloop

### Jeugd, opleiding en provinciale ambachtsschool in Hagen
Grothe was geboren in het Duitse Herscheid in Westfalen als de zoon van Johann Peter Grothe en Maria Gertrud Schmidt. Hij doorliep van 1826 to 1828 de ambachtsschool in Hagen, en studeerde daarna drie een half jaar bij het Gewerbeinstitut Berlin, voorloper van de Technische Universiteit Berlijn. Bij zijn afstuderen in 1833 kreeg hij de onderwijsbevoegdheid om les te geven aan ambachtsscholen in Pruisen.
Na zijn afstuderen vestigde Grothe zich als gerechtsexpert in Hagen. Op voordracht van de plaatselijke industrieel Eduard Elbers werd hij nog hetzelfde jaar aangesteld als leraar wiskunde en hoofdrekenen aan de provinciale ambachtsschool in Hagen, waar hij later ook natuurkunde en scheikunde onderwees. Na het ontslag van de directeur Gottlieb Vormann in 1833 werden Grothe en de tekenleraar Theodor Dieckerhoff waarnemend hoofd van de vakschool. Grothe bouwde een reputatie op als uitstekende leraar. In 1835 kreeg hij toestemming dat zijn afgestudeerden met een beurs aan het Gewerbeinstitut in Berlin verder konden studeren, hetgeen in groten getale gebeurde.
Op 11 augustus 1839 Grothe werd benoemd tot directeur van de ambachtsschool. Om het onderwijs beter te laten aansluiten bij de uiteenlopende kwaliteiten van de studenten, en voerde hij in 1840 een twee-klasse systeem in. Er kwam een eerste klasse voor studenten, die over elementaire kennis beschikte, en een tweede klasse voor hen die dat nog moesten leren. Hij introduceerde ook een plusklas in de eerste klasse voor studenten, die zich later naar het Gewerbeinstitut Berlin wilde gaan. In de daaropvolgende jaren moderniseerde hij ook de technische uitrusting van de ambachtsschool. 

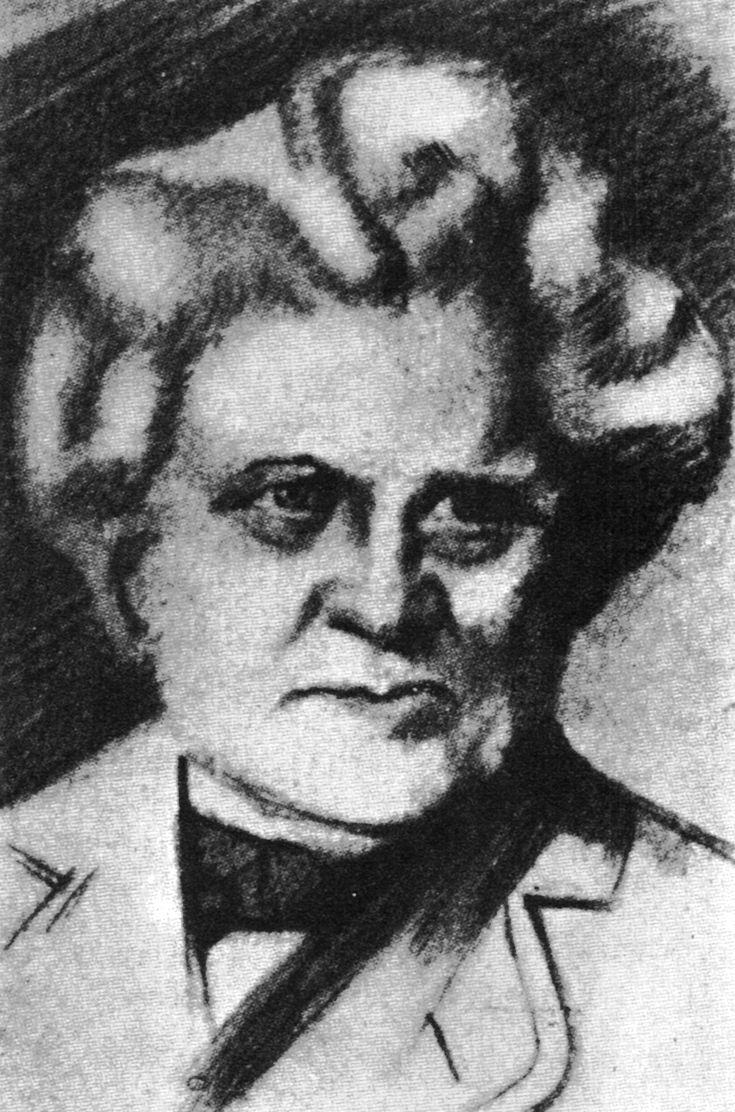
Grothe, ca. 1845

In 1849 was in Hagen het toneel van de bloedige Iserlohner opstand in Westfalen van 10 tot 16 mei 1849, een nasleep van de Maartrevolutie eerder dat jaar. Studenten van de provinciale ambachtsschool in Hagen namen daarbij deel aan de gewapende strijd. Naar aanleiding hiervan werd een tuchtprocedure gestart tegen Grothe als hun directeur. Het onderzoek toonde aan, dat Grothe die rellen weliswaar niet had ondersteund, maar dat zijn houding ten opzichte van de studenten niet energiek genoeg was geweest. Hij werd bestempeld als een "democratische geest," en werd per 8 maart 1850 geschorst. Verbitterd liet Grothe Duitsland verder links liggen, en ging in ballingschap in Nederland.

### Technische school in Utrecht en Polytechnische School te Delft
Op verzoek van de Utrechtse hoogleraren G.J. Mulder en Otto van Rees (1825-1868) nam Grothe op 1 augustus 1850 de leiding op zich van een nieuw opgerichte particuliere middelbare technische school in Utrecht. Deze was de eerste in zijn soort in Nederland, en moest naar voorbeeld van de Duitstalige ambachtsschool een toepassingsgerichte technische opleiding gaan beiden. Er werd daarbij ongeveer eenzelfde vakkenpakket geboden, als later bij de hogereburgerschool werd geboden. Grothe vervulde zijn nieuwe rol met veel succes. In het laatste jaar, in 1863, had de opleiding acht docenten en 63 studenten, die een driejarig programma doorliepen. Een van de studenten was Ferdinand Jacob Nieuwenhuis.
Met de wet op het middelbaar onderwijs van 2 mei 1863, werd het nieuwe schooltype van de hogereburgerschool geïntroduceerd. De technische school in Utrecht werd ontbonden, en in plaats daarvan werd ter plekke een hogereburgerschool gestart. De Nederlandse minister van Binnenlandse Zaken Johan Rudolf Thorbecke bood Grothe de leerstoel aan in mechanische technologie en kennis van werktuigen aan de nieuw gestarte Polytechnische School te Delft. Grothe werd daar op 1 september 1864 geïnstalleerd, en kreeg na bijna twintig jaar dienst eervol ontslag van 1 september 1883.
Grothe had in Delft de plaatselijke afdeling van de Nederlandsche Maatschappij van Nijverheid opgericht, alwaar hij vele voordrachten hield over technische onderwerpen.

### Personalia
Grothe was getrouwd met Albertina Schlickum, en samen hadden ze een zoon, Otto Grothe (ca. 1834-1890). Na het overlijden van zijn eerste vrouw hertrouwde Grothe met Wilhelmina Riepe (Hagen, 1 juni 1809 - Delft, 16 april 1875), met wie hij twee dochters had.

## Werk

### Märkischer Gewerbefreund für Kaufleute, Fabrikanten, Handwerker und Landwirthe,1839-1841
Naast zijn onderwijstaak in Hagen, zetten Grothe zich in om de kennis en ideeën-uitwisseling tussen de ondernemers uit Hagen te bevorderen. Hiertoe richtte met Friedrich Harkort in 1839 het maandblad "Märkischer Gewerbefreund für Kaufleute, Fabrikanten, Handwerker und Landwirthe" op. Dit blad beleefde twee jaargangen.

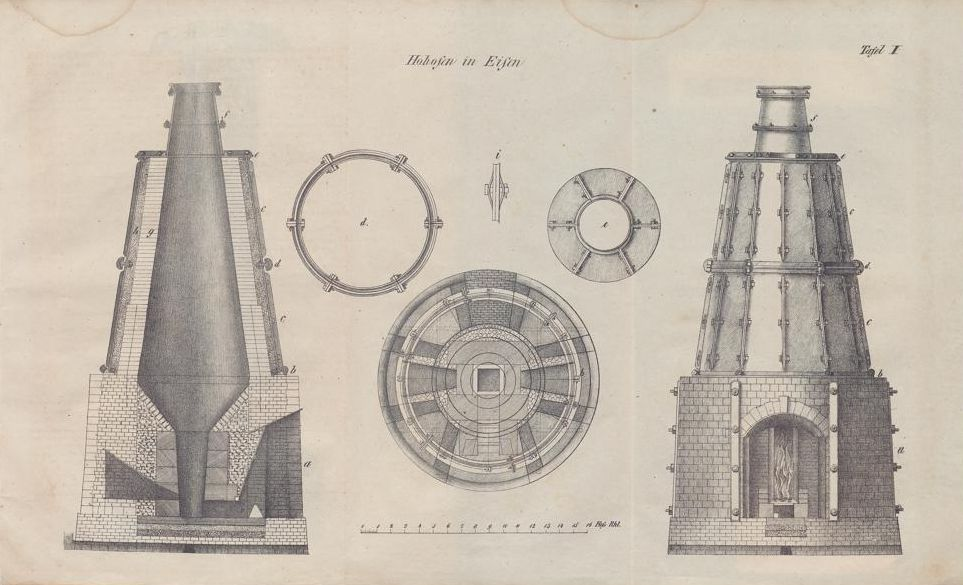
Hoogoven
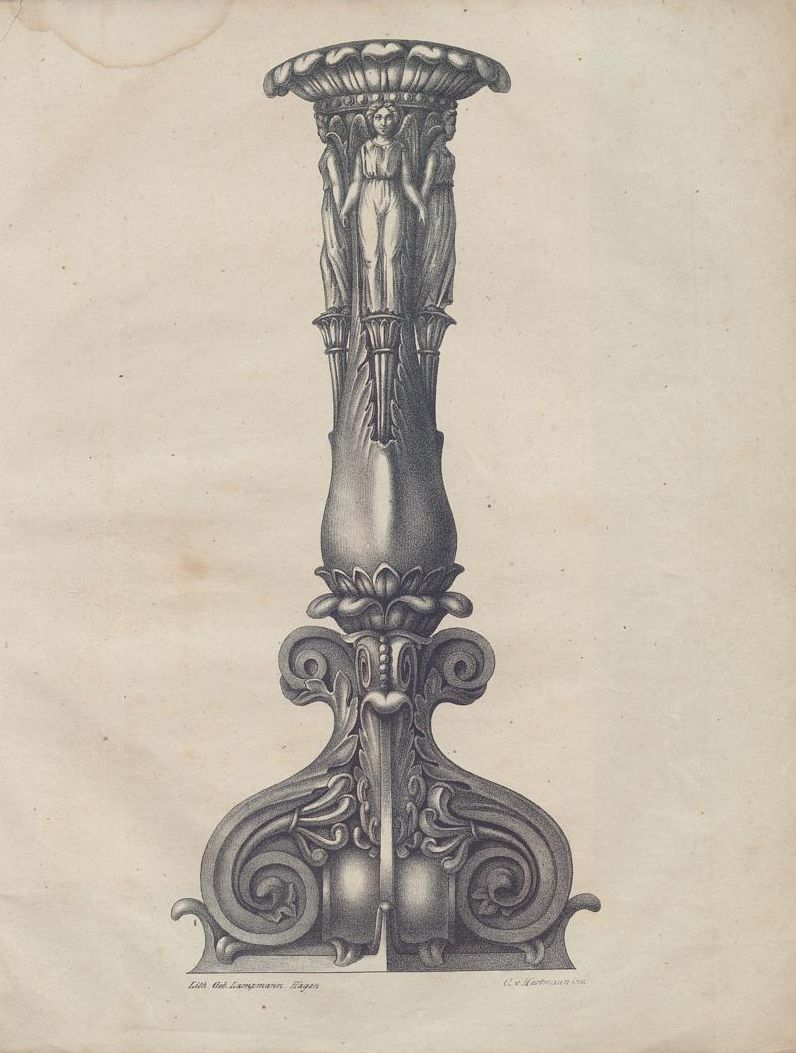
Gietijzeren standard
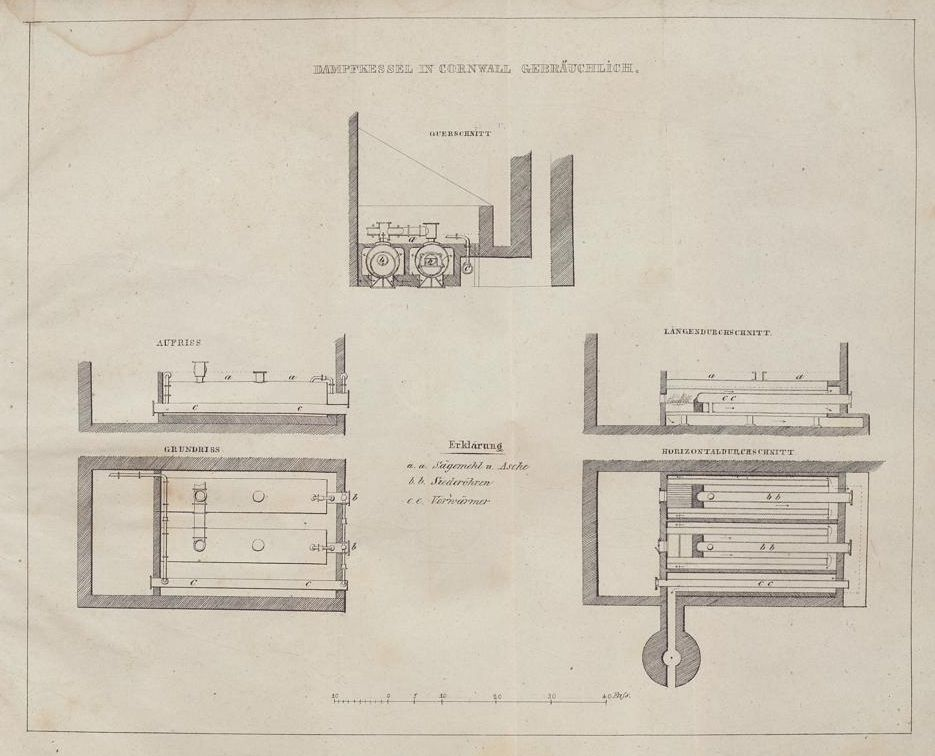
Stoomvaten in Cornwall
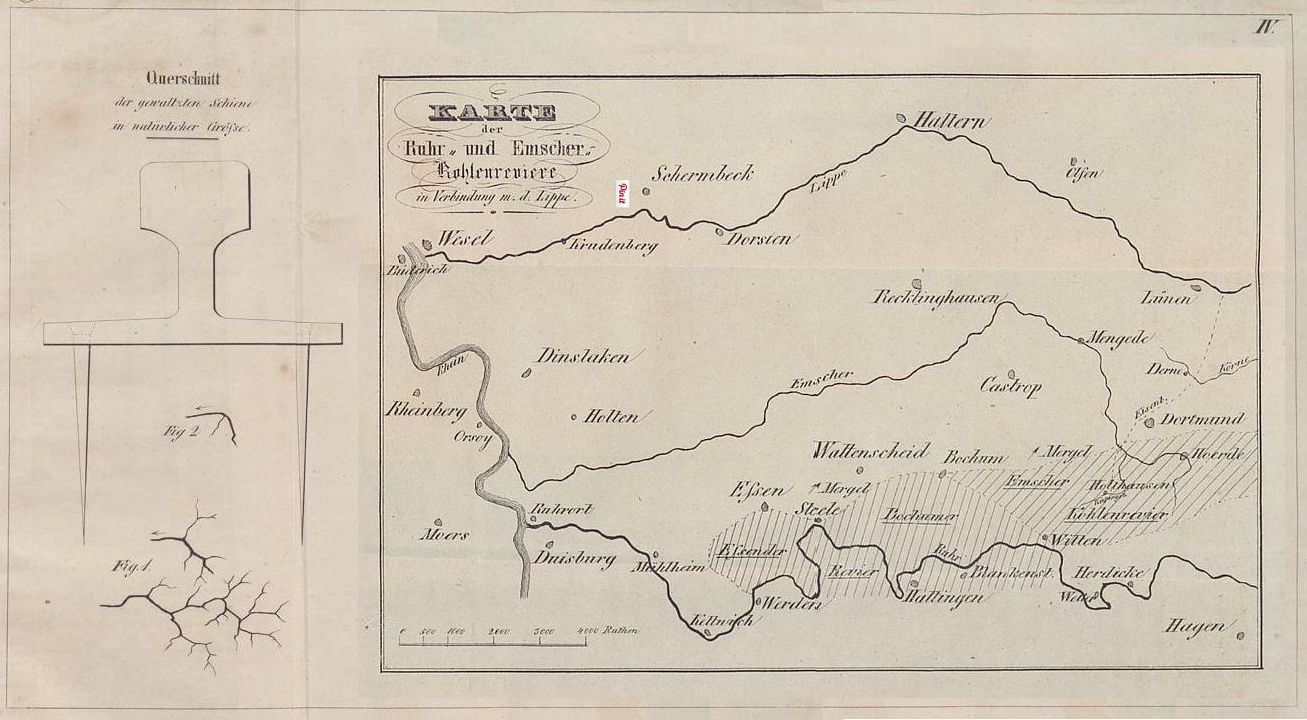
Profiel van gewalste spoorrails en spoorkaart

Bovenstaande afbeeldingen zijn de eerste vier platen uit het technisch maandblad, en geven een voorbeeld van de zaken die in dit tijdschrift besproken werden: De constructie van een toenmalige hoogoven; de sierlijke vormgeving van gietijzeren standards; de gebruikelijke praktijk van opslag van stoom in vatten in Cornwall; en de aanleg van spoorwegen, het walsen van spoorprofiels en scheurvorming in de profielen.    

### Mechanische technologie aan Polytechnische School te Delft

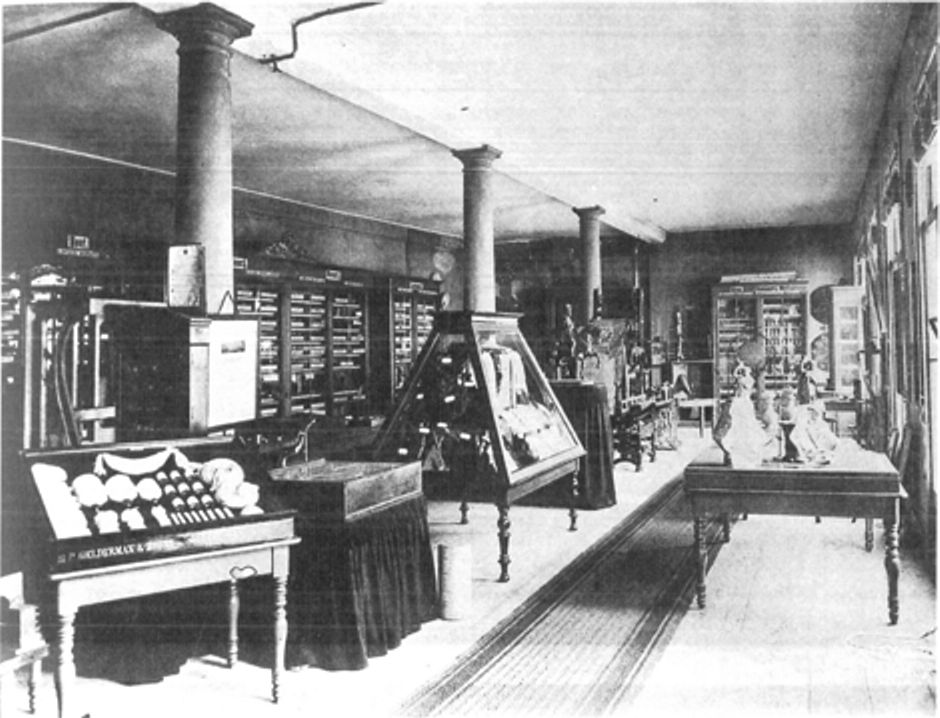
Collectie modellen en machinaal vervaardigde producten in Delft

Gedurende het bestaan van de Koninklijke Akademie te Delft, 1842 tot 1864, werd het onderwijs in mechanische technologie gegeven als onderdeel van de werktuigkunde. Met de herinrichting van het onderwijs bij de oprichting van de Polytechnische school te Delft werd mechanische technologie een zelfstandig vak, en Grothe aangesteld als haar eerste hoogleraar.
In dit vak behandelde Grothe het productieproces van vele soorten fabrieken, met name van de textiel- en de papierfabricage. De colleges werden geïllustreerd met een collectie modellen, die de school met de jaren had opgebouwd. Deze verzameling bevatte niet alleen werktuigen maar ook waterbouwkundige constructies, modellen van bruggen, een collectie minerale stoffen en chemische producten. Daarnaast waren er geheel of gedeeltelijk bewerkte fabrieksproducten en verder een aantal textielmachines voor demonstraties.
Naast dit vak werden er aparte colleges over stoommachines, methodes van krachtoverbrenging en kennis van werktuigen. Aan de Polytechnische school verzorgde Grothe ook het onderwijs in deze vakken tot de komst van H.A. Ravenek in 1876.

## Waardering
Grothe is bekend gebleven als de eerste hoogleraar in mechanische technologie in Nederland. In zijn tijd in Delft, werd hij gezien als zeer bekwaam maar hij was echter niet zo geliefd, aldus Ramaer (1911):  
... Niettegenstaande hij zeer bekwaam en zijn onderwijs uitstekend was, was hij bij de studenten niet gezien wegens zijn minder aangename wijze van optreden, vooral bij examens. Toen daarover in den studenten-almanak voor 1873 geklaagd werd, hield hij op het eerstvolgende college een berouwvolle toespraak. Sedert was door zijn toedoen de verhouding veel beter...
Rond zijn pensionering aan de Polytechnische School te Delft werd zijn 50-jarig jubileum als onderwijzer op grootse wijze gevierd.

## Publicaties
- Die Experimental-Physik: Dargestellt in 29 lithogr. Tafeln ... u. begleitet von einem erläuternden Texte, Hagen: Gust. Butz, 1850.
- Mechanische technologie, ten dienste van het Middelbaar onderwijs : een leerboek voor fabriekanten en industriëelen en een leesboek voor beschaafden, 2 delen. Gorinchem 1866.[8] Herdrukken in 1870, 1879 en 1898, Duitse vertaling 1874.[9]
- De Ruhrstreken, Bergs'land en 't graafschap Mark: een technologisch uitstapje met eenige studenten der polytechnische school te Delft, Arnhem 1869.
- Het ijzer, zijne bewerking, eigenschappen en toepassing, 's Gravenhage. 1873.
- Kennis van werktuigen, 's Gravenhage, 1874 en Arnhem 1875.

Artikelen. een selectie:
- "Machine voor het afwerken van vastbodems," in: Tijdschrift voor nijverheid, 34e deel (1871) blz. 370.
- "Over het bijten van fixeerplaten," idem, blz. 372.
- "Hoe men de stoffen voor het smeeren van machinedeelen beproeft." idem, blz. 379.
- "Stereochemie," in: Tijdschrift voor nijverheid, 35e deel (1872) blz. 1.
- "Wenken voor boekdrukkers en uitdrukkers." idem, blz. 8.
- "IJzeren wielen voor voertuigen." idem, blz. 59.
- "Glasfabrieken, idem, blz. 105-112.
- "Stoomwielenfabriek, idem, blz. 191.